# Barbi-Ruivo
Barbi-Ruivo, o meu primeiro Camões é um livro do escritor português Manuel Alegre, publicado em 2007, pela Dom Quixote, ilustrado por André Letria.
Com um fundo histórico e biográfico, esta obra possui o evidente objectivo pedagógico de dar a conhecer a vida e a obra do poeta Luís de Camões.